# Cerapachys jtl-004
Cerapachys jtl-004 é uma espécie de formiga do gênero Cerapachys.